# Дан-де-Кроль (печера)

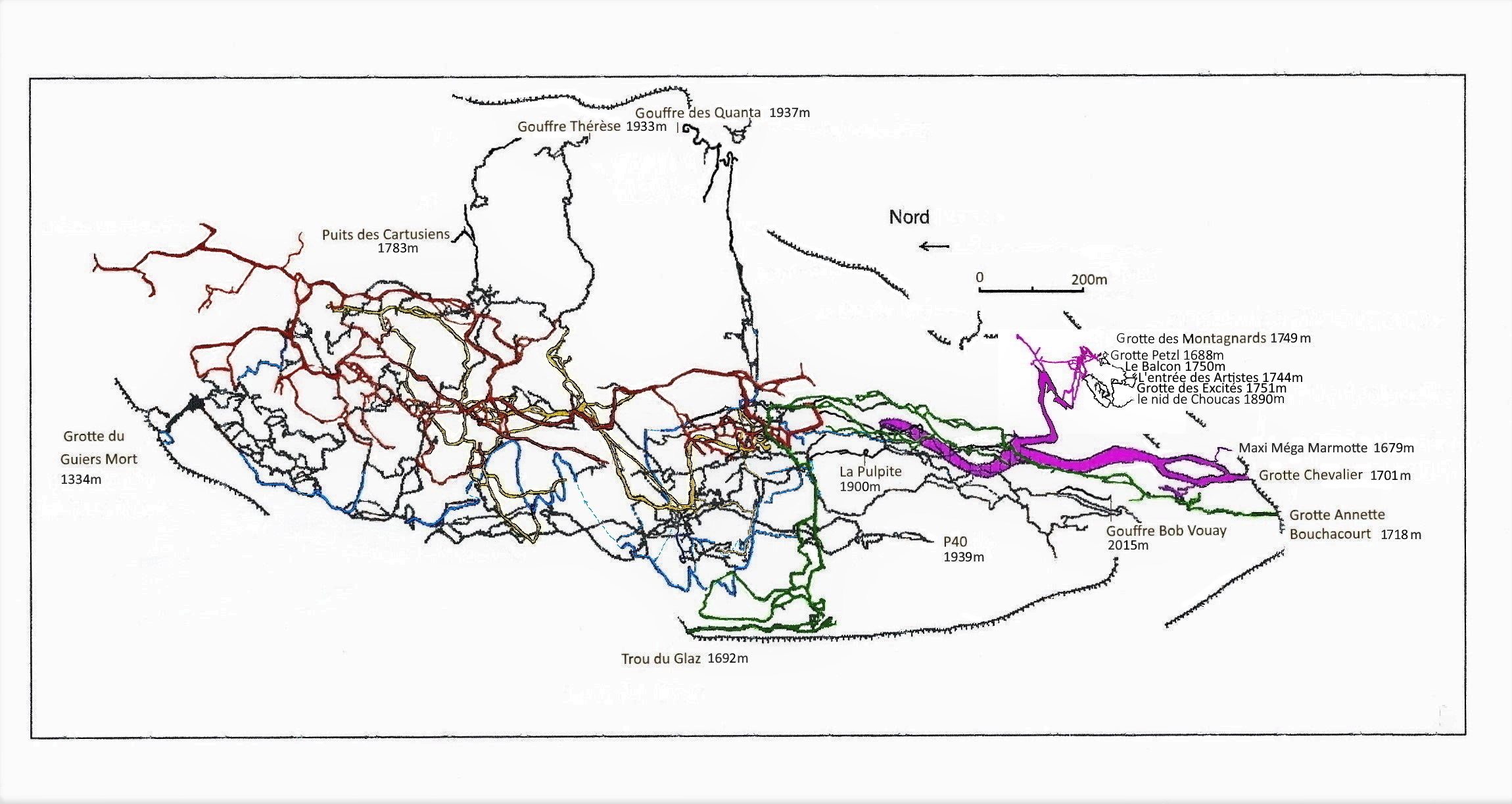
Принципова план мережі на Dent de Crolles.Кольори відповідають рівнів спорів, Guiers Mort, будучи точку 0; Синій позначає річки: рівень 0 до + 100 ; жовтий рівень 100 до 140 метрів (метро) ; Червоний (БУЛЬВАР на ТРИТОНІВ) рівень 140 до 200 метрів ; Зелений (GLAZ-ANNETTE) рівень + 350 метрів. Нерівномірна між найвищий запис, Безодня (BOB VOUAY: 2022 m) і печера (GUIERS MORT)і печера-690 м.

Дан-де-Кроль (фр. Reseau de la Dent de Crolles, Dent de Crolles) — печера, розташована у Французьких Альпах, на північний схід від Гренобль. За даними Jean-Yves Bigot, довжина печери становить 50101 м, глибина -673 м. З 1941 р. по 1953 р. Дан де Кроль вважалася найглибшою печерою в світі.